# 2009年木星撞击事件

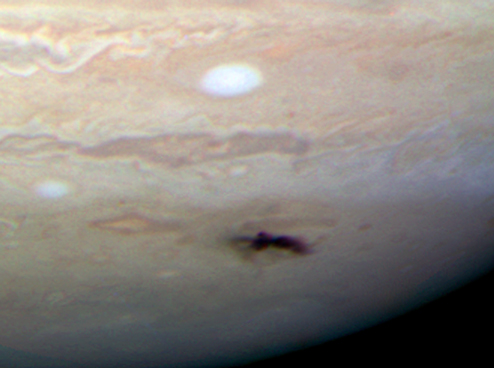
哈勃太空望远镜在2009年7月23日拍摄的照片，撞击留下的疤斑长度约有8,000公里

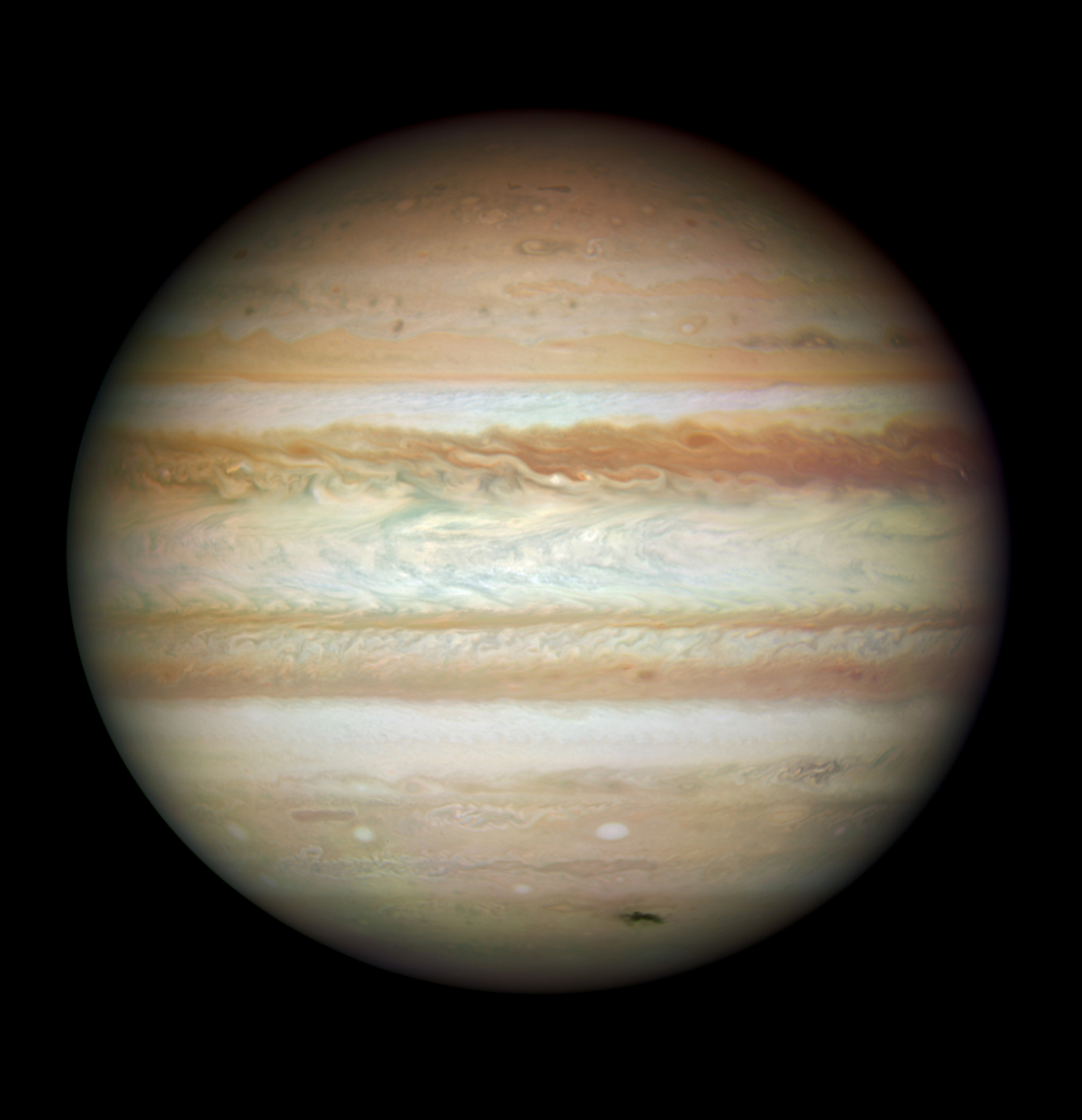
哈勃太空望远镜拍摄的照片，撞击痕迹位于木星的南极附近

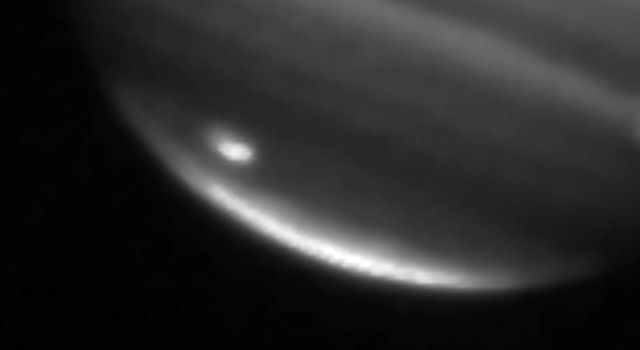
位于夏威夷莫纳克亚山的NASA红外望远镜在2009年拍摄的撞击痕迹

2009年木星撞击事件，又被称为韦斯利撞击事件，是2009年7月在木星发生的撞击事件。这次撞击事件在木星大气层中留下一个黑色的疤斑，大小和木星小红斑类似，面积和地球太平洋差不多。 科学家估计撞击物的直径约为200-500米。

## 发现
此次撞击事件是由澳大利亚天文爱好者安东尼·韦斯利（Anthony Wesley）在2009年7月19日协调世界时13:30（大约刚好在苏梅克－列维9号彗星撞击木星后15年）发现的。他在位于澳大利亚新南威尔士州穆任百特曼村郊外的家中后院天文台使用和14.5英寸（36.8厘米）口径的反射望远镜连接的低光度摄像机对木星进行拍摄后叠加图片时发现这次事件。 他回忆说：
我第一次见到它时位于木星的边缘，只是一个模糊的暗斑，当时认为只是一个普通的木星极暴。但是，随着木星自转，斑点逐渐对向地球，观察条件变好，我突然间发现，这不只是是一个暗斑，在不同图片的通道都是黑色的，这意味着它是一个真正黑斑。
韦斯利立即发送邮件给全世界的爱好者和天文机构报告这次发现，其中包括位于美国加利福尼亚州帕萨迪纳的NASA喷气推进实验室。

## 调查
保罗·卡拉斯等人证实了这次撞击事件。他们在夏威夷凯克天文台拥有观测时间，本来计划用来观测北落师门b，在收到消息后，他们立即挤出一定的时间观测这次木星撞击。 凯克天文台和NASA红外望远镜的红外观测显示在撞击位置出现一个亮斑，提示这次撞击加热了木星南极附近西经305°，南纬57°处约1.9亿平方公里的低层大气。
这个令人瞩目的斑痕表明它和苏梅克－列维9号彗星撞击木星事件时的发现相似，由高海拔的气雾组成。 格伦·奥顿和他的团队利用近红外和红外观测在木星的上层大气探测到明亮的上涌粒子，而使用中红外波长观测，发现可能的额外氨气排放。
这次在木星的撞击事件，其爆炸的威力是1908年6月疑似彗星或小行星撞击地球的西伯利亚通古斯大爆炸的数千倍以上。 （这比广岛原子弹爆炸的威力强大一百万倍以上）
天文学家使用凯克天文台和哈勃太空望远镜在STS-125任务安装的第三代广域照相机对这次撞击事件进行进一步观测。

## 撞击物
此次撞击木星的对象在韦斯利发现撞击事件前并没有被发现。不过，在2003年发表的一篇论文预测大约每90至500年木星就会遭遇一次直径大于1.5公里的彗星撞击，而在1997年的调查认为，乔瓦尼·多梅尼科·卡西尼可能在1690年已经发现并记录过木星撞击事件。
根据苏梅克－列维9号彗星撞击体的大小计算，此次撞击物的直径可能小于1千米。 如果在撞击位置探测到水的存在则提示撞击物是彗星，相反则可能是小行星或非常小的卫星。 起初，这次撞击事件的撞击物被认为更可能是一颗彗星，因为彗星更容易拥有行星穿越轨道。 在木星的位置上（距离太阳5.2天文单位），很多彗星由于离太阳距离远，性质不够活跃，很难被发现。 但在这个位置上，1千米级别的小型小行星同样也是很难被发现，最近奥顿等人和哈默尔等人的研究强烈提示这次撞击物是一颗小行星，因为这次撞击仅留下一个撞击点，而且撞击并没有减少木星磁层辐射出的十米波辐射，或产生高空二氧化硅尘埃碎片，这和苏梅克－列维9号彗星撞击事件很不相同。2012年，科学家确信这次撞击是由一颗直径为200－500米的小行星引起的。

### 可视性
假设这次撞击物是一颗直径约1千米的不活跃彗星或小行星，它的视星等将不会亮于25等。 而木星的亮度是25等天体亮度的1300亿倍。 大部分小行星巡天探测项目使用广角视场，不能观测到视星等暗于22等（比25等亮16倍）的天体。 即使是探测环绕木星公转的10千米以下的木星卫星也是非常困难的，需要世界上最好的望远镜才能做到。 直到1999年木卫十七的发现，天文学家才能发现一些木星的小型卫星。

## 2010年木星撞击事件
2010年6月3日，安东尼·韦斯利发现另一次木星撞击事件，这次撞击事件比2009年木星撞击事件要小。 2010年的撞击事件也同时被菲律宾天文爱好者克里斯托弗·郭（Christopher Go）所拍摄的影片所记录。

## 延伸阅读
- Hammel, H. B.; Clarke, J. T.; De Pater, I.; Fletcher, L. N.; Hueso, R.; Noll, K.; Orton, G. S.; Pérez-Hoyos, S.;  et al. . Astrophysical Journal Letters. 2010, 715 (2): L150. Bibcode:2010ApJ...715L.150H. doi:10.1088/2041-8205/715/2/L150..
- Sánchez-Lavega, A.; Orton, G.; Hueso, R.; Perez-Hoyos, S.; Fletcher, L. N.; Yanamandra-Fisher, P.; Legarreta, J.; De Pater, I.;  et al. . Astrophysical Journal Letters. 2010, 715 (2): L155. Bibcode:2010ApJ...715L.155S. doi:10.1088/2041-8205/715/2/L155..